# Holý vrch (Křižanovská vrchovina)
Holý vrch (něm. Kohlhübel, lidově Kolíbl; 660 m n. m.) je vrchol v České republice, v Křižanovské vrchovině, mezi Pančavou, Rančířovem, Studénkami a Přísekou. Nedaleko jeho vrcholu vede silnice II/405. Na vlastní vrchol vede žlutě značená turistická trasa z Rančířova na Studénky.

## Název
Původní německý název Kohlhübel vznikl ze dvou slov. První část, Kohle, sice znamená uhlí, ovšem místo nemá žádnou historickou souvislost s těžbou uhlí, na rozdíl od stejně pojmenovaného kopce u osady Hraničná v okrese Jablonec nad Nisou. První část názvu patrně pochází ze zkomoleného výrazu kahl, tedy holý. Druhá část, hübel, patrně vznikla zkomolením z výrazu Hügel, tedy kopec, resp. z nářečního tvaru der Hübel, který se překládá jako vrch.

## Pamětihodnosti

### Křížový kámen
Křížový kámen pochází patrně ze 16. století a je na něm vyobrazena šipka a dnes již velice špatně čitelný nápis. Stojí patrně na místě, kde byl zabit sladovník Hanuš.

### Ztracený barokní kříž
Barokní kříž s Kristem a symbolem smrti (lebkou s překříženými hnáty) stával nedaleko křížového kamene. V horní části podstavce se nacházel reliéf cestovního kočáru s koňmi bez kočího a na opačné straně pak nečitelný nápis. Kříž pocházel patrně z konce 17. nebo počátku 18. století. Dnes se údajně nachází v muzeu.

## Krvavý slunovrat
Krvavý slunovrat je název tragédie, která se v Jihlavě odehrála v roce 1920. 23. června slavili opilí Němci na Holém vrchu příchod léta. Následně vtrhli do města, kde spustili střelbu. Za oběť jejich řádění padli dva českoslovenští vojáci, další lidé utrpěli zranění.